# Maria Rosa Farré i Escofet
Maria Rosa Farré i Escofet (Barcelona, 25 de desembre de 1916-2001) fou una pedagoga catalana promotora de la renovació pedagògica durant la dictadura franquista i fundadora del Centre d'Influència Catòlica Femenina.
De formació tradicional i catòlica, va evolucionar a postures més obertes i es preocupà sobretot per la formació professional de la dona, influït pel Concili Vaticà II.

## Biografia
Formada a l'Escola Elisenda, versió femenina de l'Escola Blanquerna dirigida per Alexandre Galí, el 1934 la seva família, seguint els patrons culturals de l'època, no va accedir a que ingressés a la universitat. El 1936, en esclatar la Guerra Civil i després de l'assassinat del seu pare, la família es traslladà a Vallvidrera. Allà improvisà una escola per a la mainada inspirada en la pedagogia Montessori en què s'havia educat. En acabar la guerra estudià magisteri.
El 1950 creà el Centre d'Influència Catòlica Femenina (CICF) sota la protecció diocesana. El 1952 eren aprovats els seus estatuts com entitat religiosa, tot i que el bisbe Gregorio Modrego considerava la seva visió de la dona i la seva educació excessivament progressista. De fet, Farré s'inspirà en el moviment del catolicisme belga coetani que propugnava la formació i promoció cultural de la dona al costat d'una visió oberta del cristianisme fonamentada en les propostes de l'Evangeli. La vinculació amb l'Església permeté a moltes entitats poder organitzar-se a part del control de les autoritats franquistes. L'objectiu del CICF, a més de la formació cultural i religiosa de la dona, era proporcionar-li eines professionalitzades que en donar-li autonomia econòmica assolís autonomia personal dins els paràmetres socials i culturals de l'època. El 1953 creava l'Escola de Secretariat de Direcció que oferia una sortida professionalitzadora per a la dona.
L'any següent s'obria els estudis de Guia de Turisme. El 1954 s'establí una residència per a noies estudiants. També, per primer cop durant la dictadura, la llengua i cultura catalanes figuraven en un currículum escolar. Matèria de la que tenia cura Joan Triadú.

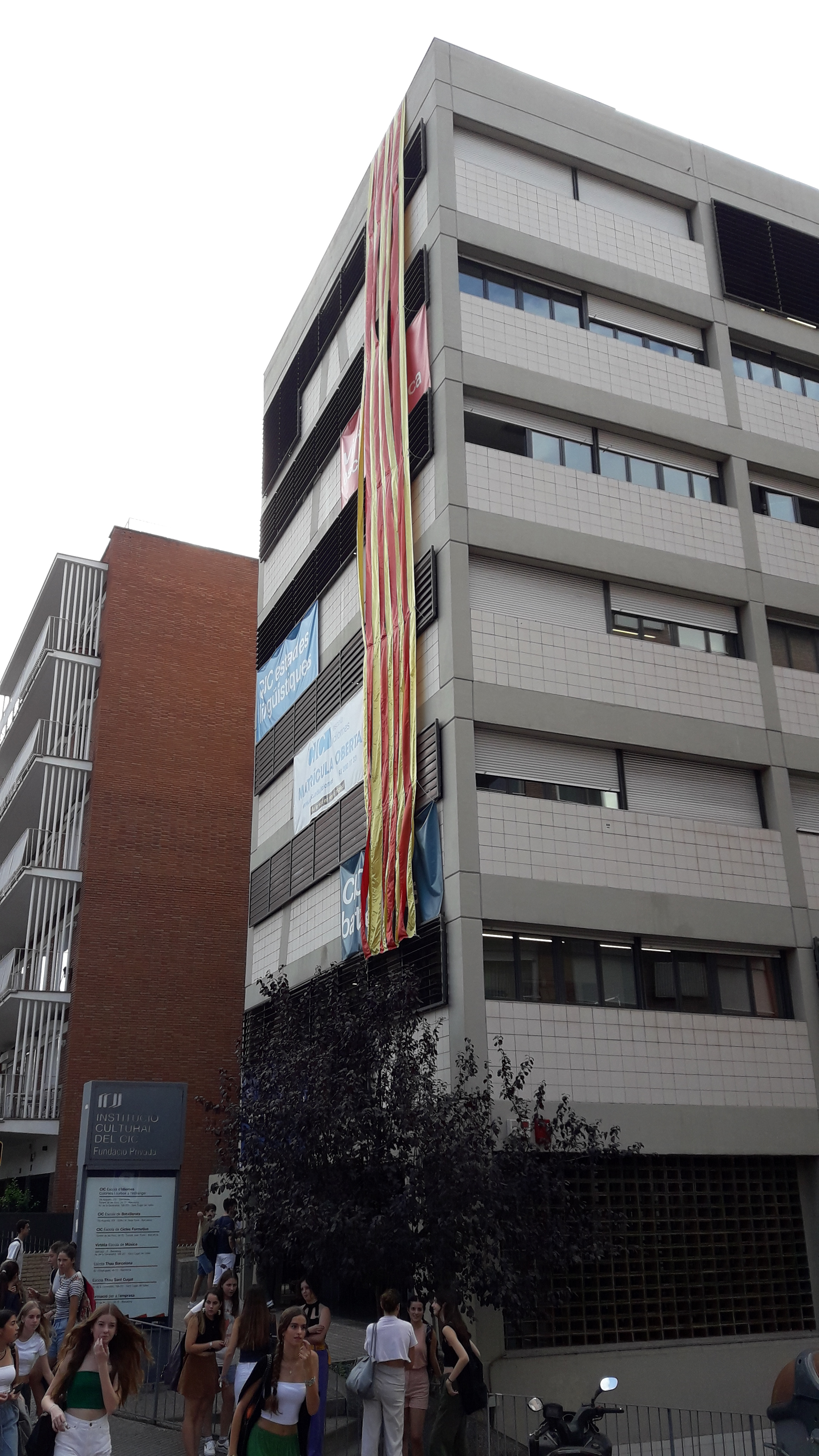
Seu de la Institució Cultural del C.I.C a Barcelona

L'Escola de Jardineres-Educadores fou fundada per Maria Rosa Farré el 1956, que sota el guiatge de Ramon Fuster i Rabés, fou una de les fites destacades del sorgiment del moviment de renovació pedagògica català durant el franquisme. Va ser clausurada el 1973 en intaurar-se l'especialitat de parvulari dins els estudis oficials de magisteri.
L'Escola de Disseny Elisava fou un altre dels impulsos de Farré. Creada el 1960 comptà amb el suport de Josep M. Subirachs, Alexandre Cirici Pellicer i Frederic-Pau Verrié. Tres anys després el CICF i la Institució Cultural depenent d'ell s'instal·len a l'edifici de la Via Augusta 205 de Barcelona. També aquell curs s'inaugurà l'escola Thau amb Jordi Cots i Moner com a director. El 1964 s'inaugurà l'Escola de Periodisme.
Tot aquest estol d'institucions impulsades per un ampli equip liderat per Maria Rosa Farré constituïen una de les manifestacions més vives a Catalunya de la nova visió del cristianisme i de la societat que es cristal·litzà durant el pontificat del papa Joan XXIII. Fet que serà viscut pels sectors més integristes de la dictadura franquista com un enemic a neutralitzar. Així els anomenats Guerrilleros de Cristo Rey assaltaran els locals del CICF causant important destrosses durant una conferència del clergue francès Louis Evely sobre la pregària tot intimidant els assistents.
A inicis de 1968, Farré i Escofet donarà els passos per crear una Escola de Català que dirigirà Joan Triadú i que ajudarà a conèixer la llengua i a formar professorat malgrat el seu menysteniment pel règim franquista.
El 1970 s'elimina el qualificatiu "femenina" del nom de la institució. Tot un símptoma del nou rol que està obrint la dona a les acaballes del franquisme. El juny de 1978 Maria Rosa Farré es jubila. El 1984 passà a presidir Fundació Institució Cultural del CIC. Deixant així la institució la seva dependència orgànica del bisbat. En els anys setanta va fundar també Cristianisme al Segle XXI, un moviment renovador catòlic influït pel Concili del Vaticà II
El 1987 a Maria Rosa Farré li és atorgada la Creu de Sant Jordi i l'any 1993 és homenatjada en un acte al Palau de Música. El 2001 va morir a Barcelona.

## Pensament
El fonament del pensament i l'ideari pedagògic de Maria Rosa Farré és de caràcter cristià en un període que el cristianisme va evolucionant i obrint-se al compàs de l'esperit que portarà al Concili Vaticà II.
Subratlla Ferré i Escofet que en la identitat i l'estructura personal s'han de contemplar quatre plans de reconciliació interrelacionats entre si. La reconciliació amb un mateix, la reconciliació amb Déu que exigeix l'obertura a la demanda interior, la conciliació amb la natura i, finalment, la reconciliació amb els altres, ja que som éssers socials per naturalesa.
Aquesta visió la va portar a imprimir a les institucions educatives que acomboià una estreta unió entre l'educació tècnica i la formació humanística i cultural. Des de la voluntat de despertar en els alumnes la capacitat d'intel·ligència, la voluntat, l'esperit d'observació i la sensibilitat. Des d'una educació que, enfront de la tendència homogeneïtzadora, destaqui el valor únic i singular de cada persona.
Malgrat que en la seva joventut parteix de l'acceptació del rol social secundari que s'assignava a la dona, viurà el procés de gradual emancipació que s'inicià a la segona meitat del segle xx. Situació que la portarà a revisar els seus plantejaments de joventut i gradualment es farà ressò del sorgiment del feminisme. Això portarà al fet que el CIC sigui un espai de recepció del feminisme al país. A través d'actes i debats facilità una reflexió pública de la condició femenina. Especialment en les dècades dels anys seixanta i setanta del segle xx. Presa de consciència que portarà a Maria Rosa Farré a plantejar-se i reclamar un nou rol de la dona a la societat i a l'Església.